# Sospensione dal Commonwealth delle nazioni
La sospensione dal Commonwealth delle nazioni è la sanzione più grave che può essere comminata ai membri del Commonwealth. In assenza di un meccanismo per espellere i paesi che violano le sue regole, il Gruppo d'azione ministeriale del Commonwealth (CMAG) può scegliere di sospendere i membri dai "Consigli del Commonwealth", il che equivale alla sospensione della loro appartenenza formale all'organizzazione, sebbene la loro partecipazione alle attività della Famiglia delle organizzazioni del Commonwealth non sia necessariamente influenzata.
Quattro paesi sono stati sospesi dal Commonwealth dall'inizio del meccanismo nel 1995: Figi, Nigeria, Pakistan e Zimbabwe. Figi e Pakistan sono stati sospesi due volte ciascuno e lo Zimbabwe si è ritirato dal Commonwealth.

## Elenco delle sospensioni
| Membro                   | Inizio sospensione | Fine sospensione                          |
| ------------------------ | ------------------ | ----------------------------------------- |
| Nigeria                  | 11 novembre 1995   | 29 maggio 1999                            |
| Pakistan (prima volta)   | 18 ottobre 1999    | 22 maggio 2004                            |
| Figi (prima volta)       | 6 giugno 2000      | 20 dicembre 2001                          |
| Zimbabwe                 | 19 marzo 2002      | 7 dicembre 2003 lasciando il Commonwealth |
| Figi (seconda volta)     | 8 dicembre 2006    | 26 settembre 2014                         |
| Pakistan (seconda volta) | 22 novembre 2007   | 22 maggio 2008                            |